# Marcus Papirius Crassus
Pour les articles homonymes, voir Papirius Crassus.
Marcus Papirius Crassus était un homme politique romain. Fils de Lucius Papirius Crassus (tribun militaire à pouvoir consulaire en 368 av. J.-C.) et frère de Lucius Papirius Crassus (dictateur en 340 av. J.-C.).
En 332 av. J.-C., il est nommé dictateur pour faire face à la menace d’une incursion gauloise qui n’a pas lieu.

## Sources
РСКД/Papirii, traduction russe du Dictionnaire des Antiquités classiques par Friedrich Lübker (1885)